# Superlliga Femenina de futbol 2009-10
La Superlliga Femenina fou la primera divisió del futbol femení a Espanya.
La temporada 2009/10 la RFEF reparteix els equips en 3 grups.

## Clubs participants
| Grup A            | Grup B                 | Grup C                    |
| ----------------- | ---------------------- | ------------------------- |
| Athletic Club     | FC Barcelona           | Atlètic de Madrid Féminas |
| SD Eibar          | UE Collera             | Atlético Málaga           |
| SD Lagunak        | RCD Espanyol           | AD Torrejón CF            |
| UD Las Palmas     | Gimnàstic de Tarragona | Sevilla FC                |
| Oviedo Moderno CF | UE L'Estartit          | Sporting de Huelva        |
| Reial Societat    | Llevant UE             | Rayo Vallecano            |
| Reial Valladolid  | València Fèmines CF    | Reial Jaén CF             |
| Prainsa Zaragoza  |                        |                           |

## Primera fase

### Grup A
| Pos | Equip             | PJ | PG | PE | PP | GF | GC | DG  | Pts |  | ATH | ZAR | RSO | LAG | OVI | LPA        | EIB | VAD |
| --- | ----------------- | -- | -- | -- | -- | -- | -- | --- | --- |  | --- | --- | --- | --- | --- | ---------- | --- | --- |
| 1   | Athletic Bilbao   | 14 | 10 | 3  | 1  | 45 | 13 | +32 | 33  |  | —   | 0–1 | 2–2 | 3–2 | 4–1 | 4–0        | 5–0 | 6–0 |
| 2   | Prainsa Zaragoza  | 14 | 10 | 2  | 2  | 36 | 6  | +30 | 32  |  | 1–1 | —   | 2–0 | 0–1 | 4–1 | 3–0        | 6–0 | 4–0 |
| 3   | Reial Societat    | 14 | 9  | 3  | 2  | 42 | 14 | +28 | 30  |  | 2–2 | 3–1 | —   | 2–2 | 2–1 | 4–0        | 6–0 | 5–0 |
| 4   | SD Lagunak        | 13 | 6  | 4  | 3  | 26 | 13 | +13 | 22  |  | 1–2 | 0–0 | 0–1 | —   | 4–0 | [ Nota 1 ] | 4–1 | 3–1 |
| 5   | Oviedo Moderno CF | 14 | 6  | 2  | 6  | 18 | 22 | −4  | 20  |  | 0–3 | 0–2 | 1–0 | 2–2 | —   | 5–0        | 1–0 | 1–0 |
| 6   | UD Las Palmas     | 13 | 3  | 1  | 9  | 17 | 35 | −18 | 10  |  | 2–4 | 0–3 | 2–4 | 1–1 | 1–2 | —          | 4–1 | 2–1 |
| 7   | SD Eibar          | 14 | 2  | 1  | 11 | 9  | 51 | −42 | 7   |  | 1–7 | 0–5 | 0–6 | 0–4 | 0–3 | 2–0        | —   | 1–1 |
| 8   | Reial Valladolid  | 14 | 0  | 2  | 12 | 5  | 44 | −39 | 2   |  | 0–2 | 0–5 | 0–6 | 0–2 | 0–0 | 1–5        | 1–2 | —   |

1. ↑  Partit suspès a causa de la gelada i no disputat posteriorment.[1]

### Grup B
| Pos | Equip                  | PJ | PG | PE | PP | GF | GC | DG  | Pts |  | ESP | BAR | LEV | EST | COL | VAL | GIM  |
| --- | ---------------------- | -- | -- | -- | -- | -- | -- | --- | --- |  | --- | --- | --- | --- | --- | --- | ---- |
| 1   | RCD Espanyol           | 12 | 9  | 2  | 1  | 50 | 8  | +42 | 29  |  | —   | 1–1 | 6–0 | 2–1 | 3–0 | 8–0 | 13–0 |
| 2   | FC Barcelona           | 12 | 8  | 2  | 2  | 26 | 7  | +19 | 26  |  | 1–2 | —   | 1–0 | 1–0 | 3–1 | 4–1 | 7–0  |
| 3   | Levante UE             | 12 | 7  | 3  | 2  | 21 | 11 | +10 | 24  |  | 2–0 | 0–0 | —   | 0–0 | 2–0 | 3–2 | 5–1  |
| 4   | UE L'Estartit          | 12 | 5  | 2  | 5  | 26 | 13 | +13 | 17  |  | 0–2 | 0–3 | 1–2 | —   | 5–1 | 5–0 | 4–1  |
| 5   | UE Collerense          | 12 | 4  | 3  | 5  | 16 | 20 | −4  | 15  |  | 1–4 | 1–0 | 1–1 | 0–0 | —   | 2–2 | 4–0  |
| 6   | Valencia Fèmines CF    | 12 | 2  | 2  | 8  | 16 | 32 | −16 | 8   |  | 1–1 | 0–2 | 0–2 | 1–3 | 0–1 | —   | 3–1  |
| 7   | Gimnàstic de Tarragona | 12 | 0  | 0  | 12 | 4  | 68 | −64 | 0   |  | 1–8 | 0–4 | 0–3 | 0–7 | 0–4 | 1–5 | —    |